# Mesochorus montis
Mesochorus montis är en stekelart som beskrevs av Schwenke 1999. Mesochorus montis ingår i släktet Mesochorus och familjen brokparasitsteklar. Inga underarter finns listade i Catalogue of Life.